# Elitserien 1985/86
Die Elitserien-Saison 1985/86 war die elfte Spielzeit der schwedischen Elitserien. Schwedischer Meister wurde zum zweiten Mal in der Vereinsgeschichte der Färjestad BK, während AIK Solna in die zweite Liga abstieg. 

## Reguläre Saison

### Modus
Die zehn Mannschaften der Elitserien spielten zunächst in 36 Saisonspielen gegeneinander. Während sich die ersten vier Mannschaften für die Play-offs qualifizierten, stieg der Letztplatzierte direkt in die Division I ab und der Vorletzte musste in der Kvalserien um den Klassenerhalt gegen die besten Zweitligisten antreten. Für einen Sieg erhielt jede Mannschaft zwei Punkte, bei einem Unentschieden gab es ein Punkt und bei einer Niederlage null Punkte. 

### Abschlusstabelle
|     | Klub           | Sp | S  | U | N  | T   | GT  | Punkte |
| --- | -------------- | -- | -- | - | -- | --- | --- | ------ |
| 1.  | Färjestad BK   | 36 | 21 | 7 | 8  | 154 | 111 | 49     |
| 2.  | Södertälje SK  | 36 | 21 | 3 | 12 | 167 | 128 | 45     |
| 3.  | HV71           | 36 | 16 | 6 | 14 | 128 | 118 | 38     |
| 4.  | Brynäs IF      | 36 | 17 | 4 | 15 | 125 | 119 | 38     |
| 5.  | IF Björklöven  | 36 | 15 | 5 | 16 | 150 | 132 | 35     |
| 6.  | Luleå HF       | 36 | 15 | 5 | 16 | 135 | 130 | 35     |
| 7   | Leksands IF    | 36 | 14 | 7 | 15 | 118 | 134 | 34     |
| 8.  | Djurgårdens IF | 36 | 15 | 3 | 18 | 134 | 158 | 33     |
| 9.  | MoDo AIK       | 36 | 12 | 8 | 16 | 134 | 158 | 32     |
| 10. | AIK Solna      | 36 | 8  | 5 | 23 | 100 | 158 | 21     |

Sp = Spiele, S = Siege, U = unentschieden, N = Niederlagen, OTS = Overtime-Siege, OTN = Overtime-Niederlage, SOS = Penalty-Siege, SON = Penalty-Niederlage

### Topscorer
| Spieler          | Mannschaft | Tore | Assists | Punkte |
| ---------------- | ---------- | ---- | ------- | ------ |
| Glenn Johansson  | Södertälje | 13   | 35      | 48     |
| Tore Ökvist      | Björklöven | 28   | 13      | 41     |
| Ivan Hansen      | HV71       | 24   | 17      | 41     |
| Kenneth Andersen | Brynäs     | 26   | 13      | 39     |
| Leif Carlsson    | Södertälje | 21   | 17      | 38     |
| Tommy Själin     | MODO       | 19   | 19      | 38     |
| Lars Molin       | MODO       | 19   | 19      | 38     |
| Anders Carlsson  | Södertälje | 12   | 26      | 38     |
| Jonas Bergkvist  | Leksand    | 16   | 21      | 37     |
| Michael Hjälm    | Björklöven | 14   | 23      | 37     |

## Play-offs
Die Halbfinale wurde im Modus „Best-of-Three“, das Finale im Modus „Best-of-Five“ ausgetragen.

### Turnierbaum
|  | Halbfinale | Halbfinale    | Halbfinale |  |  | Finale | Finale        | Finale |
|  |            |               |            |  |  |        |               |        |
|  |            |               |            |  |  |        |               |        |
|  | 1          | Färjestad BK  | 2          |  |  |        |               |        |
|  | 4          | Brynäs IF     | 1          |  |  |        |               |        |
|  |            |               |            |  |  | 1      | Färjestad BK  | 3      |
|  |            |               |            |  |  | 2      | Södertälje SK | 2      |
|  | 2          | Södertälje SK | 2          |  |  |        |               |        |
|  | 3          | HV71          | 0          |  |  |        |               |        |
|  |            |               |            |  |  |        |               |        |

### Schwedischer Meister
| Schwedischer Meister Färjestads BK | Torhüter: Christer Dalgård, Peter Lindmark Verteidiger: Kent-Erik Andersson, Peter Andersson, Leif Carlsson, Mats Lusth, Håkan Nordin, Fredrik Olausson, Tommy Samuelsson Angreifer: Mikael Holmberg, Jan Ingman, Lars Karlsson, Erkki Laine, Harald Lückner, Staffan Lundh, Stefan Persson, Magnus Roupé, Thomas Rundqvist, Claes-Henrik Silfver, Bo Svanberg, Thomas Tallberg Cheftrainer: Conny Evensson |

## All-Star-Team
| Tor          | Peter Lindmark (Färjestad)   | Peter Lindmark (Färjestad)   | Peter Lindmark (Färjestad)   | Peter Lindmark (Färjestad)   | Peter Lindmark (Färjestad)        | Peter Lindmark (Färjestad)        |
| Verteidigung | Tommy Samuelsson (Färjestad) | Tommy Samuelsson (Färjestad) | Tommy Samuelsson (Färjestad) | Fredrik Olausson (Färjestad) | Fredrik Olausson (Färjestad)      | Fredrik Olausson (Färjestad)      |
| Sturm        | Håkan Södergren (Djurgården) | Håkan Södergren (Djurgården) | Anders Carlsson (Södertälje) | Anders Carlsson (Södertälje) | Thomas Steen (Winnipeg Jets, NHL) | Thomas Steen (Winnipeg Jets, NHL) |

## Auszeichnungen
- Guldpucken (bester schwedischer Spieler) – Tommy Samuelsson, Färjestad BK
- Guldhjälmen (Most Valuable Player) – Kari Eloranta, HV71
- Bester Torjäger – Tore Ökvist, IF Björklöven
- SICO:s guldpipa (bester Schiedsrichter) - Gary Eriksson